# Lenningen
Lenningen (luxembourgsk: Lenneng) er en kommune og et byområde i Luxembourg. Kommunen, som har et areal på 20,35 km², ligger i kantonen Remich i distriktet Grevenmacher. I 2005 havde kommunen 1.402 indbyggere. 
49°36′00″N 6°22′00″Ø / 49.6°N 6.3667°Ø